# Operación Purple Warrior
La Operación Purple Warrior, que en español significa Guerrero Púrpura, fue una operación de ejercicio militar Británico, que se llevó a cabo al oeste de Escocia, en el mes de noviembre de 1987. 
El objetivo de este ejercicio era testear lo aprendido por las fuerzas militares británicas durante la Guerra de Malvinas.